# آغ‌داش (خوی)
آغ‌داش، روستایی است از توابع بخش مرکزی شهرستان خوی استان آذربایجان غربی ایران.

## جمعیت
این روستا در دهستان رهال قرار داشته و بر اساس سرشماری سال ۱۳۸۵ جمعیت آن ۳۶۰ نفر (۸۴ خانوار)
بوده‌است.مردم این روستا ترک زبان هستند.